# Alessandro Della Seta
Alessandro Della Seta (Roma, 29 giugno 1879 – Casteggio, 10 settembre 1944) è stato un archeologo e funzionario italiano, figura di spicco degli studi dell'antichità etrusco-italica e greco-romana.

## Biografia
Nacque da Giuseppe Della Seta, medico, e Rachele Rosselli.

### Carriera accademica e incarichi
Si laureò all'Università di Roma e, dal 1909 ricoprì la carica di ispettore presso la Soprintendenza alle antichità di Roma e dell'Etruria meridionale. Già assistente presso l'ateneo romano dal 1905, ottenne nel 1909 la libera docenza in archeologia e Storia dell'arte greca e romana. Nel 1913 assunse lo stesso insegnamento, come professore ordinario all'Università di Genova per poi tornare a Roma a ricoprire, dal 1926, le cattedre di Etruscologia e Archeologia italica.
Dal 1928, le sue pubblicazioni cominciarono a comparire anche in riviste scientifiche all'estero, assumendo così una rilevanza internazionale.

### Direzione della Scuola archeologica di Atene
Nel 1919 fu nominato alla direzione della Scuola Archeologica Italiana di Atene, che mantenne fino al 1939, quando fu rimosso dall'incarico in applicazione delle Leggi razziali fasciste, poiché era di origine ebraica. Fu reintegrato nel ruolo il 1º giugno 1944, pochi mesi prima che sopraggiungesse la morte.
Durante la sua direzione furono intraprese importanti campagne di scavo nell'area Egea. Si deve ad una sua iniziativa l'esplorazione archeologica dell'isola di Lemno, per lo studio della relazione tra Etruschi e Tirsenoi, ispirata dalla scoperta della Stele di Kaminia e dalla lettura di Erodoto e Tucidide e ai lògoi e alle notizie contenute nelle loro opere, le Storie e la Guerra del Peloponneso.
Queste ricerche portarono a una sistematica esplorazione dell'isola tra cui in particolare, quella del sito di Efestia, o l'importante insediamento dell'età del Bronzo di Poliochni, la cui prospezione e pubblicazione avvenne ad opera di Luigi Bernabò Brea.

### Associazione ed epurazione all'Accademia dei Lincei
Dall'agosto 1922 fu socio corrispondente dell'Accademia nazionale dei Lincei di cui divenne socio nazionale dal novembre 1930. Nell'ottobre 1938, dopo la promulgazione delle leggi razziali, fu epurato e rimosso dall'affiliazione.